# DUKO
DUKO – Dansk Undertagsklassifikationsordning er en uvildig internetbaseret informationsordning, som har tre formål:
- Ordningen medvirker til at sikre, at undertagsmaterialer lever op til en række minimumskrav indenfor fire forskellige anvendelsesklasser.

- Ordningen giver overblik og gør det dermed lettere at finde et egnet undertagsmateriale.

- Ordningen fremmer korrekt brug af undertagsmaterialer ved at stille krav om, at de producenter, der er tilknyttet DUKO, udarbejder detaljerede vejledninger.

DUKO har således som overordnet mål at hjælpe bygherrer og rådgivere med at vælge det rette undertag.

## Baggrund
Udgangspunktet for etableringen af ordningen i 2004 var, at der gennem mange år havde været problemer med dårlige og forkert anvendte undertagsmaterialer, hvilket havde resulteret i meget dyre byggeskader. En undersøgelse fra Byggeskadefonden vedrørende Bygningsfornyelse (BvB) dokumenterede fejl i 71 pct. af undertagene på 674 tage, som blev renoveret i perioden 1997 til 2002. 
Det tidligere BYG, som nu er en del af Dansk Byggeri, udgav i en årrække årligt en oversigt over undertagsprodukter på det danske marked. Disse oversigtsblade udgjorde en del af grundlaget for oprettelse af DUKO.

## Undertag
Årsagerne til fejl i undertag er mangeartede. En årsag er brug af materialer af utilstrækkelig eller forkert kvalitet. En anden, at det er svært at få overblik over de mange forskellige materialer på markedet og endelig er den tredje årsag, at materialerne er anvendt forkert – og det gælder både i forbindelse med projektering og under udførelse. 
Desuden har det vist sig, at såvel rådgivere som håndværkere mangler viden om, hvordan materialerne bruges korrekt. Fejlene betyder, at undertaget ikke beskytter ordentligt mod at der trænger sne og regn ind under tagdækningen, hvilket i sidste ende kan føre til råd og svamp.
Undertage anvendes til at sikre taget mod vandindtrængning i form af regn, fygesne og kondens. Undertaget kan bestå af en membran på et underlag af brædder eller krydsfiner, en frithængende membran eller en pladevare, f.eks. en træfiberplade. Undertage anvendes ved renovering og nybyggeri med åbne tagbeklædninger af eksempelvis vingetagsten.
I ældre byggeri anvendtes der tidligere normalt ikke undertag, men derimod en understrygning af mørtel. Dette er i princippet en god løsning, men den kræver et regelmæssigt vedligehold, idet stykker af understrygningen falder af efter nogen tid. Understrygning anvendes derfor nu næsten udelukkende på bevaringsværdige ejendomme. 
Man skelner mellem fast undertag og undertag af banevarer. Et fast undertag kan f.eks. bestå af brædder, krydsfinérplader eller OSB-plader beklædt med tagpap eller -folie. Undertag af banevarer er normalt tyndere og leveres i ruller, og de er som regel billigere end fast undertag.

## Anvendelsesklasser
DUKO benytter såkaldte anvendelsesklasser til beskrive, hvilke belastninger undertaget vil blive udsat for og dermed hvilke krav undertagsmaterialerne skal opfylde. Jo større krav, der stilles til undertagets kvalitet og sikkerhed, jo højere klasse skal undertagsproduktet have. DUKO-ordningen har fire hovedklasser:
- lav

- middellav

- middelhøj

- høj, som underopdeles i:

- høj-ekstra

- høj-normal

Det er nemlig vigtigt at understrege, at nogle typer undertage egner sig til tagkonstruktioner hvor der stilles særlige krav til sikkerhed og robusthed, eller hvis den primære tagdækning vælges af æstetiske hensyn på trods af at den måske ikke egner sig til formålet. Der er fem forhold, som afgør, hvilken anvendelsesklasse undertaget befinder sig i:
- Tagdækning. Relativt åbne tagdækninger som f.eks. vingetegl eller diagonalskifer stiller større krav til undertaget end mindre åbne tagdækninger som f.eks. falstagsten af tegl eller beton og lukkede som metalplader.

- Taghældning. Jo lavere hældning taget har, jo større er risikoen for at nedbør og kondens ikke bliver ledt væk fra taget. Derfor stiller et tag med lav hældning større krav til undertaget.

- Kompleksitet. Et simpelt tag med få gennemføringer til f.eks. kviste, skotrender og ventilationshætter har lav kompleksitet, mens et tag med mange gennemføringer har høj kompleksitet. Høj kompleksitet stiller store krav til undertagets egenskaber.

- Tilgængelighed. Det er lettere at opdage og reparere eventuelle skader, hvis der er god adgang til undertaget. Derfor skelnes mellem tilgængelige og et svært tilgængeligt undertag.

- Klimapåvirkning og etagehøjde. Udsat beliggenhed kan belaste undertaget med kraftig vindpåvirkning, slagregn eller fygesne. Udgifter til stillads i forbindelse med udbedring af eventuelle skader stiger kraftigt med etagehøjden. Begge forhold medvirker til, at det kan være nødvendigt at benytte et undertag i en højere anvendelsesklasse.

## Klassifikation
For at et materiale kan blive klassificeret skal producenten kunne dokumentere en række forhold som f.eks. styrke, vejrbestandighed, bygbarhed og detaljeret monteringsvejledning.
På www.duko.dk er der en oversigt over de produkter, som DUKO har klassificeret inden for hver af de fire anvendelsesklasser.

## Organisation
DUKO-ordningen er blevet til på initiativ af Dansk Byggeri, Byggematerialeindustrien under Dansk Industri, Byggeskadefonden og Byggeskadefonden vedrørende Bygningsfornyelse (BvB) og drives som et anpartsselskab af Dansk Byggeri, Byggeskadefonden og Byggeskadefonden vedrørende Bygningsfornyelse.
De tre organisationer tegner også bestyrelsen hver med én repræsentant. 
Bestyrelsen har nedsat en teknikergruppe med repræsentanter fra Dansk Byggeri, Byggeskadefonden og Byggeskadefonden vedrørende Byfornyelse (BvB) samt en repræsentant for leverandørerne af undertagsmaterialer. 
Sekretariatsfunktionen i forbindelse med DUKO-ordningens drift varetages af BYG-ERFA.